# レガルダ駅
レガルダ駅（レガルダえき、英語: Legarda station）は、フィリピン・マニラ首都圏のマニラ市にあるマニラLRT2号線の駅である。駅名は近くを通るレガルダ通りに由来しており、その通り名は元国会議員のベニト・レガルダに由来している。

## 歴史
- 2004年4月5日：アラネタ・センター-クバオ駅 - 当駅間開業に伴い開設。LRT2号線の終着駅となる。
- 2004年10月29日：LRT2号線当駅 - レクト駅間延伸開業に伴い中間駅となる。

## 駅構造
相対式ホーム2面2線を有するを有する高架駅である。

## 駅周辺
- ユニバーシティ・ベルト（英語版）
  - 東方大学（英語版）
  - San Sebastian College – Recoletos
  - San Beda University
  - Centro Escolar University
  - Victorino Mapa High School
  - La Consolacion College
  - College of the Holy Spirit
  - Samson College of Science and Technology
  - Arellano University
  - National Teachers College
- マラカニアン宮殿
- サン・セバスチャン協会（英語版）
- Sampaloc Church